# Gao Song
Pour les articles homonymes, voir Gao.
Dans ce nom chinois, le nom de famille, Gao, précède le nom personnel.
Gao Song (né le 20 mars 1981 à Harbin en Chine), est un patineur artistique chinois. Champion de Chine en 2006, il a remporté une médaille de bronze aux championnats des quatre continents en 2002.

## Biographie

### Carrière sportive
Gao Song est monté quatre fois sur le podium des championnats de Chine dont une fois sur la plus haute marche lors de l'édition 2006.
Sur le plan international, il a représenté son pays une fois aux championnats du monde junior en 2000, trois fois aux championnats des quatre continents (en 2002, 2004 et 2009) et une fois aux championnats du monde senior en 2002. Il n'a jamais participé aux Jeux olympiques d'hiver.
En 2002, il a remporté la médaille de bronze aux championnats des quatre continents organisés à Jeonju en Corée du Sud, derrière le canadien Jeffrey Buttle et le japonais Takeshi Honda.
Il se retire des compétitions amateurs après sa 13e place aux championnats des quatre continents 2009 à Vancouver.

## Palmarès
| Compétition                   | 1999    | 2000    | 2001    | 2002    | 2003    | 2004    | 2005    | 2006    | 2007    | 2008    | 2009    |  |  |  |
| Jeux olympiques d'hiver       |         |         |         |         |         |         |         |         |         |         |         |  |  |  |
| Championnats du monde         |         |         |         | 16e     |         |         |         |         |         |         |         |  |  |  |
| Quatre Continents             |         |         |         | 3e      |         | 8e      |         |         |         |         | 13e     |  |  |  |
| Championnats de Chine         | 7e      | 5e      | 3e      | 4e      | 4e      | 3e      | 3e      | 1er     | 4e      | 7e      | 8e      |  |  |  |
| Championnats du monde juniors |         | 6e      |         |         |         |         |         |         |         |         |         |  |  |  |
|                               |         |         |         |         |         |         |         |         |         |         |         |  |  |  |
| Grand Prix ISU                | 1998/99 | 1999/00 | 2000/01 | 2001/02 | 2002/03 | 2003/04 | 2004/05 | 2005/06 | 2006/07 | 2007/08 | 2008/09 |  |  |  |
| Finale du Grand Prix ISU      |         |         |         |         |         | 5e      |         |         |         |         |         |  |  |  |
| Coupe de Chine                |         |         |         |         |         | 4e      |         |         | 9e      |         | 9e      |  |  |  |
| Trophée de France             |         |         |         |         |         |         |         |         |         | 11e     |         |  |  |  |
| Coupe de Russie               |         |         |         |         |         |         |         | 12e     |         |         |         |  |  |  |
| Trophée NHK                   |         |         |         |         |         | 3e      |         |         |         |         |         |  |  |  |